# 日米修交記念館
日米修交記念館（にちべいしゅうこうきねんかん）は、日本初のアメリカ船来航地である和歌山県東牟婁郡串本町の紀伊大島樫野埼に建つ町立の博物館である。
アメリカ商船レディ・ワシントン号とグレイス号が寄港した雷公の浜の北側に建てられている。館内には、寄港当時の光景がジオラマで再現され、レディ・ワシントン号の模型や資料・写真とともに展示されている。

## 交通
- JR紀勢本線（きのくに線） 串本駅から熊野交通バス樫野灯台口行きで40分、樫野バス停下車、徒歩10分

## レディ・ワシントン号とグレイス号の来航
1853年のペリー提督の浦賀来航（黒船来航）があまりに有名であるため、それ以前にも日米の交流があったことは忘れられがちである。実際にはアメリカ人として日本に最初に渡航して貿易を申し込んだのは、それより62年も前の1791年、ジョン・ケンドリックの紀伊大島への来航である。ボストンの商人等がスポンサーとなり、アメリカ西海岸で原住民から毛皮を入手し、太平洋を横断して広東で売りさばく計画が立てられ、1787年にケンドリックおよびロバート・グレイを船長とする2隻が派遣された。2隻はボストンから大西洋を南下し、南米ホーン岬沖を通過して太平洋に入り、北上して西海岸に到着したが、これはアメリカ人による最初の西海岸探検でもあった。毛皮の入手後、グレイは予定通り広東で毛皮を売り西回りでボストンに戻ったが、遅れてマカオに到着したケンドリックの取引は上手くいかなかった。マカオには西海岸で出会っていたウィリアム・ダグラス（グレイス号）も来航しており、一行はマカオから西海岸に戻る途中で日本に寄港し、毛皮の販売を試みたものであった。しかし、当時の日本で、毛皮は全くの価値を持っていなかったために交易交渉は上手くいかず、数日後に日本を離れている。
ケンドリックの一行は、当初の計画から交易という明確な目的をもって南日本に寄港する予定だったが、想定外の悪天候に見舞われ、紀伊大島に漂着を装い、寄港することになった。そして、住民に警戒心を与えないために中国人船員に書かせた漢語の手紙（我々は紅毛人の商船であり、積み荷は鉄や銅しかなく、軍事的な意思は持っていないなどの旨が漢語で書かれた）を手渡したりしている。また、毛皮の貿易を申し込んだことが書簡や公文書（『マサチューセッツ海事史』ほか）などから明らかになっているが、大島との村民のやりとりの上で、毛皮は当時の日本では全く価値がないことを知らされ、交易する意欲はまるで失せたという、
一方、日本ではこの来航は偶然の「漂着」に過ぎないと史実が隠蔽されてきた。これは、当時の江戸幕府の統治下、よりによって江戸幕府の御三家であり、絶大な権力を持っていた紀州藩が外国と密に接触するようなことが表沙汰になり、幕府の信用が失墜することを恐れたためであり、紀州藩も武士を大島に派遣し、掃討する計画を実行していた。
結局、ケンドリックらは、幕府から追手が向かっていることを知らされたことなどで、紀州藩や幕府の役人などと交渉すること無く、天気の回復を待ってそのまま日本を離れている（一度目は悪天候のため足止めされたが、幸い、紀州藩の追手らも悪天候のために足止めされた）ため、ペリー来航などと比べると重要な出来事とは認識されていない。このため教科書にも掲載されておらず、日本においてこの日米の最初の出会いはあまり知られていない。しかし、この出来事以後、幕府の海外警備が更に厳重となるなど、歴史的に大きな影響を与えている。また、数日間だけの大島と船員との交流は詳しくは記されていないが、敵意がないことが分かると村民はかなり友好的に接していたようで、船員に対し、米や薪などを贈っていたことが、後の航海日誌で明らかになっている。
なお、ワシントン州アバディーン市では1989年にケンドリックの乗ったレディ・ワシントン号の再建造が行われたほか、マサチューセッツ州ウエアハムにあるケンドリックの旧宅がケンドリック記念館として保存・公開されている。また、2016年にはグレイス号乗組員のサミュエル・デラノの航海日誌が確認されたことで、より正確な内外での事情が明らかとなった。

## わが名はケンドリック
ノンフィクション小説の佐山和夫『わが名はケンドリック』では、レディ・ワシントン号の来日の目的と、日本史にその事実が記載されなかった理由が示されている。
出版情報
- （講談社、1991年） ISBN 4-06-205195-8
- （彩流社、2009年新版） ISBN 978-4-7791-1489-2

## 周辺情報
- 海金剛
- 樫野埼灯台
- トルコ記念館
- 串本海中公園
- 潮岬
  - 潮岬灯台
- 橋杭岩
- 串本応挙芦雪館